# Hornburg (Ammergauer Alpen)
Die Hornburg ist ein 1172 m ü. NHN hoher Berg in den Ammergauer Alpen auf dem Gebiet der bayrisch-schwäbischen Gemeinde Schwangau.

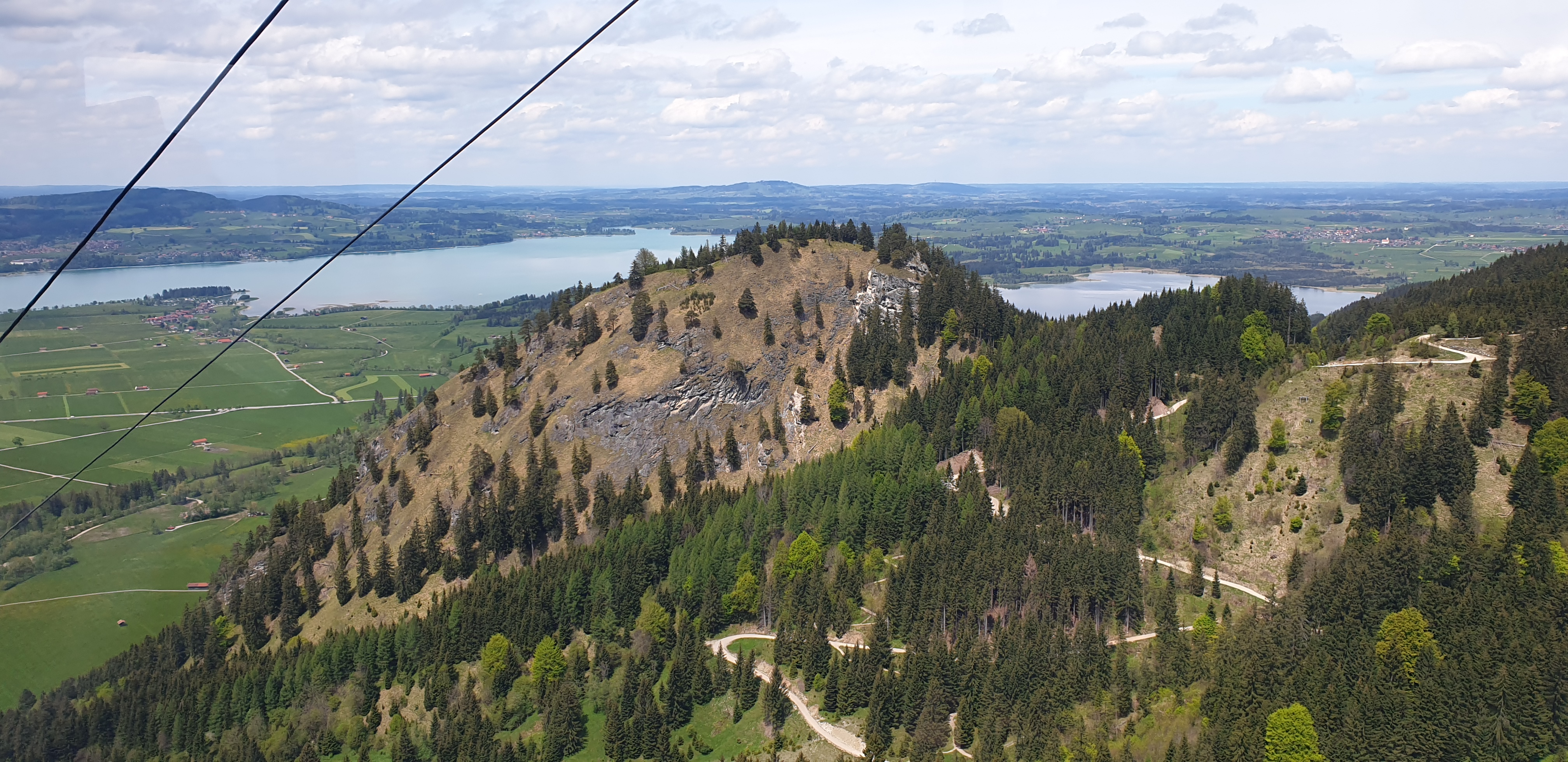
Hornburg von der Tegelbergbahn aus

Die Hornburg hebt sich als Spornberg vor dem Tegelberg ab. Der höchste Punkt lässt sich als Bergwanderung erreichen und bietet einen guten Ausblick zum Schloss Neuschwanstein. Der auf den Tegelberg führende Schutzengelweg verläuft zunächst südlich der Hornburg entlang, dann über einen Sattel östlich der Hornburg weiter zum Rohrkopf. Direkt unterhalb der Hornburg befinden sich ein Landeplatz der örtlichen Drachen- und Gleitschirmflieger, ein Modellflugplatz sowie zwei zur Tegelbergbahn gehörende Schlepplifte (Adler- und Falkenlift).
Auf dem Gipfel der Hornburg befand sich in vor- und frühgeschichtlicher Zeit eine Abschnittsbefestigung. Das Gebiet wird in der bayerischen Denkmalliste als Bodendenkmal geführt. An der Nordostseite der Hornburg befinden sich in der Nähe des 
Kälberwäldlewegs überwachsene ehemalige Steinbrüche, in denen von 1945 bis 1960 Hierlatzkalk als roter Marmor und heller Wettersteinkalk als Baustoff abgebaut wurden. Die Steinbrüche sind heute vom Bayerischen Landesamt für Umwelt als Geotop ausgewiesen.